# Walter Bedell Smith
General Walter Bedell "Beetle" Smith GBE KCB (5. oktober 1895 – 9. august 1961) var Dwight D. Eisenhowers stabschef under Eisenhowers embedsperiode ved SHAEF og direktør for CIA fra 1950 to 1953. Han fungerde også som amerikansk ambassadør i Sovjetunionen fra 1946 til 1948.

## Tidlige karriere
Smith lod sig i en alder af 16 indrullere som menig i Indianas nationalgarde i 1911. I 1917, efter at have taget eksamen fra officersuddannelsen på Fort Benjamin Harrison, blev han udnævnt til sekondløjtnat i den amerikanske hærs reserve. Under 1. Verdenskrig gjorde han tjeneste med 4. amerikanske infanteridivision mens den var i Frankrig. I september 1918 blev han udnævnt til premierløjtnant i den stående hær. 
I mellemkrigsperioden var han bl.a. stationeret i krigsministeriets kontor for militær efterretningstjeneste og var adjudant for 37. infanteriregiment. I 1922 var han adjudant for 12. infanteribrigade. Fra 1925 til 1929 arbejdede han som assistent i Det Hvide Hus' budgetkontor. Tilbage i hæren gjorde han tjeneste ved 45. infanteriregiment i Filippinerne. Han studerede også på infanteriskolen, Command and General Staff School samt Army War Collage.

## 2. Verdenskrig
Da general George C. Marshall blev stabschef for den amerikanske hær, tilkaldte han Smith, som dengang var major, til at være assistent for generalstabens sekretær. Smith overtog posten som sekretær i september 1941 og i februar 1942 blev han sekretær for værnscheferne. Lige inden invasionen i Nordafrika sendte Marshall ham til England hvor han skulle være stabschef for de amerikanske styrker i det europæiske operationsområde. I marts 1944 udpegede de allieredes  øverstkommanderende, Dwight D. Eisenhower, Smith til stabschef. Han blev i den funktion indtil krigen sluttede i Europa, og stod bl.a. for tilrettelæggelsen af den tyske kapitulation den 7. maj 1945.
Smith havde ry for at være brysk og fuld af karske bemærkninger. Han blev ofte omtalt som Eisenhowers lejemorder. Det var tilfældet da det blev anset for nødvendigt at revse general George S. Patton. Smith fik opgaven og afleverede de dårlige nyheder. 
I forbindelse med befrielsen af Paris skrev general Smith et fortroligt memo, som anbefalede at sorte tropper blev fjernet fra de enheder, der befriede byen.

## Karriere efter krigen og pensionering
Smith tog orlov fra hæren for at fungere som amerikansk ambassadør i Sovjetunionen fra 1946 til 1949. Da han ville tilbage til USA tog han sin afsked som ambassadør og i marts 1949 blev han forfremmet til general i hæren og overtog kommandoen over den 1. amerikanske armé på Fort Jay, Governors Island, New York. I 1950 udvalgte præsident Harry S Truman ham til posten som direktør for Central Intelligence Agency), en post han beholdt indtil 1953.  Han tog sin afsked fra hæren efter at have forladt CIA den 9. februar 1953.  Han fungerede også som vice-udenrigsminister fra 1953 til 1954 og spillede en rolle ved etableringen af National Security Agency.
Han døde af en blodprop den 9. august 1961 på Walter Reed Army Hospital in Washington. Han blev efterfølgende begravet i sektion 7 på Arlington National Cemetery. Hans kone, Mary Eleanor Smith (1893-1963), er begravet ved siden af ham.
En række bøger af højtstående officerer fra 2. verdenskrig, heriblandt George S. Patton, Omar Bradley, og flere har givet et ufordelagtigt portræt af Smith. Som en effektiv ubarmhjertig administrator huskes han bedst for at være en usædvanlig professionel stabsofficer, men ikke en mand, som blev beundret af sine ligestillede eller underordnede. Hans større militære udmærkelser omfattede tre Distinguished Service Medaljer fra hæren og en fra flåden. 
Smith blev spillet (mere eller mindre ukontroversielt) af skuespilleren Edward Binns i filmen Patton.

## Eksterne kilder
- Arlington bio Arkiveret 29. juni 2009 hos  Wayback Machine
- The Last Salute: Civil and Military Funeral, 1921-1969, CHAPTER XX, General Walter Bedell Smith, Special Full Honor Funeral, 9-14 August 1961 by B. C. Mossman and M. W. Stark
- Papirer og dokumenter fra 2. verdenskrig fra Walter Bedell Smith, Dwight D. Eisenhower Presidential Library Arkiveret 21. december 2018 hos  Wayback Machine